# Renault Laguna Coupé Concept
De Renault Laguna Coupé Concept is een conceptauto van het Franse merk Renault. De Coupé Concept is gebaseerd op de in 2007 geïntroduceerde Renault Laguna. De productieversie wordt in oktober 2008 op de markt gebracht.
De Laguna Coupé Concept werd voor het eerst aan het publiek getoond op de IAA in Frankfurt van 2007. De auto moet het in zijn uiteindelijke versie onder andere op gaan nemen tegen de Peugeot 407 Coupé. De productieversie zal niet meer beschikken over de schaardeuren en het glazen dashboard, dit is nog wel te vinden in het conceptmodel. Een opvallende extra voor het model zijn meedraaiende achterwielen, dit zou vooral het inparkeren moet vergemakkelijken.